# Love County
Love County ist ein County im Bundesstaat Oklahoma der Vereinigten Staaten. Der Verwaltungssitz (County Seat) ist Marietta. Das U.S. Census Bureau hat bei der Volkszählung 2020 eine Einwohnerzahl von 10.146 ermittelt.

## Geographie
Das County liegt im Süden von Oklahoma, grenzt an Texas und hat eine Fläche von 1378 Quadratkilometern, wovon 43 Quadratkilometer Wasserfläche sind. Es grenzt im Uhrzeigersinn an folgende Countys: Carter County, Marshall County, Coke County (Texas), Montague County (Texas) und Jefferson County.

## Geschichte
Love County wurde am 16. Juli 1907 als Original-County aus Chickasaw-Land gebildet. Benannt wurde es nach Overton Love, einem Richter der Chickasaw.
Sechs Bauwerke und Stätten des Countys sind im National Register of Historic Places (NRHP) eingetragen (Stand 3. Juni 2018).

## Demografische Daten

Alterspyramide des Love County

Nach der Volkszählung im Jahr 2000 lebten im Love County 8.831 Menschen in 3.442 Haushalten und 2.557 Familien. Die Bevölkerungsdichte betrug 7 Einwohner pro Quadratkilometer. Ethnisch betrachtet setzte sich die Bevölkerung zusammen aus 84,15 Prozent Weißen, 2,19 Prozent Afroamerikanern, 6,41 Prozent amerikanischen Ureinwohnern, 0,26 Prozent Asiaten, 0,01 Prozent Bewohnern aus dem pazifischen Inselraum und 3,58 Prozent aus anderen ethnischen Gruppen; 3,41 Prozent stammten von zwei oder mehr Ethnien ab. 7,01 Prozent der Bevölkerung waren spanischer oder lateinamerikanischer Abstammung.
Von den 3.442 Haushalten hatten 31,7 Prozent Kinder unter 18 Jahre, die im Haushalt lebten. 60,4 Prozent waren verheiratete, zusammenlebende Paare, 10,0 Prozent waren allein erziehende Mütter. 25,7 Prozent waren keine Familien, 22,9 Prozent waren Singlehaushalte und in 12,0 Prozent der Haushalte lebten Menschen im Alter von 65 Jahren oder darüber. Die durchschnittliche Haushaltsgröße betrug 2,54 und die durchschnittliche Familiengröße betrug 2,97 Personen.
25,7 Prozent der Bevölkerung waren unter 18 Jahre alt, 7,0 Prozent zwischen 18 und 24, 25,4 Prozent zwischen 25 und 44, 25,7 Prozent zwischen 45 und 64 und 16,2 Prozent waren 65 Jahre oder älter. Das Durchschnittsalter betrug 39 Jahre. Auf 100 weibliche Personen kamen 98,2 männliche Personen. Auf 100 Frauen im Alter von 18 Jahren oder darüber kamen 94,9 Männer.
Das jährliche Durchschnittseinkommen eines Haushalts betrug 32.558 USD und das durchschnittliche Einkommen einer Familie betrug 38.212 USD. Männer hatten ein durchschnittliches Einkommen von 30.024 USD gegenüber den Frauen mit 20.578 USD. Das Prokopfeinkommen betrug 16.648 USD. 8,8 Prozent der Familien und 11,8 Prozent der Bevölkerung lebten unterhalb der Armutsgrenze.